# Chiesa di San Benedetto Novello
La chiesa di San Benedetto Novello è un edificio religioso di origine medievale che si erge verso Riviera San Benedetto, a Padova. Sorse con il contiguo cenobio per ospitare la comunità benedettina maschile fuoriuscita dal monastero "doppio" di San Benedetto Vecchio, anche se poi passò agli Olivetani. Oggi, chiesa e monastero titolato alla Visitazione di Santa Maria, appartengono ad una comunità di monache di clausura.

## Storia
La chiesa con il monastero (a priorato) furono principiati nel 1262 dalla comunità maschile fuoriuscita dal vicinissimo monastero benedettino "doppio" di San Benedetto (che era stato fondato dal beato Giordano Forzatè nel 1195) a causa dei contrasti di natura economica che sorsero con la comunità femminile. I monaci "albi" (così chiamati per la cocolla di colore chiaro che indossavano secondo le indicazioni del fondatore Giordano) dedicarono la chiesa a san Benedetto che fu definito "Novello" per distinguerlo da quello "Vecchio" che si trovava poco distante. La consacrazione avvenne il 6 marzo 1267, celebrata dal vescovo Giovanni Battista Forzatè. La decadenza del cenobio iniziò verso il XV secolo, tanto che fu in seguito ridotto a commenda. Nel 1441 papa Eugenio IV lo conferì al canonico Francesco del Legname che lo arricchì di beni, tra cui una cospicua biblioteca, e nel 1442 lo cedette agli Olivetani. Questi elevarono il priorato ad abbazia (il primo abate fu Ognibene Savonarola) e ricostruirono prima i chiostri (1504) sui progetti di Antonio e Giovanni Ferrarese e poi, nel 1567, per volere dell'abate Ippolito Calza, la chiesa abbaziale, che sorse su progetto di Francesco da Trevigi. Gli Olivetani ressero ed arricchirono l'abbazia sino al 1797 quando, con la caduta della Repubblica di Venezia, furono espulsi. Riammessi nel 1800 persero il monastero definitivamente nel 1810, quando finì alienato in seguito alle legislazioni ecclesiastiche napoleoniche. Per un periodo lo acquistò la famiglia Zugno che ne fece case ed abitazioni. La chiesa subì abbandono e demolizioni. L'intero complesso risorse verso la fine del Ottocento quando fu occupato da una comunità di monache di clausura. La chiesa venne ripristinata e riconsacrata nel 1894.
Nella chiesa furono sepolti illustri personaggi: l'astronomo e matematico Geminiano Montanari, il "gran professore di sacri canoni" Sigismondo Brunello, il teologo Marco Negro vescovo della diocesi di Ossero (†1485).
Il monastero ospitò nel 1457 Enea Silvio Piccolomini e per un breve periodo pure il poeta Torquato Tasso.